# Повітряний пластилін
Повітряний[прояснити] (легкий) пластилін (англ. Super light clay) — пластична кольорова маса, що складається з води, харчових барвників та полімерів. Продається в герметичному пакуванні.[значущість факту?]

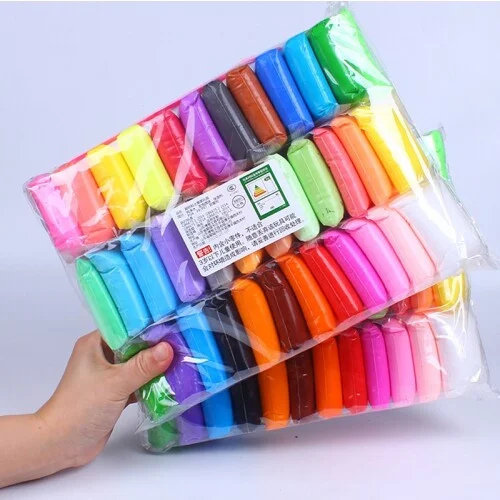
Повітряний пластилін

Сьогодні[коли?] існує величезна кількість різноманітних пластичних мас, що твердіють самостійно, але однією з найпопулярніших є легкий або повітряний пластилін[джерело?]. Ця маса для ліплення вигідно відрізняється від інших неймовірно шовковистою та м'якою текстурою. Легкий пластилін не потрібно попередньо розминати в руках, достатньо дістати його з пакування, і можна розпочинати роботу.
Пластилін застигає на повітрі протягом 12 годин. Після висихання не тріскається, зберігає форму, яскравість та насиченість кольору. Повітряний пластилін винайшли в Китаї в 1999 році А в Україні він з'явився в 2012 році 